# Karamanli-moskee
De Karamanli-moskee, ook bekend als de Ahmed Pasha-moskee, is een 18e-eeuwse moskee in Tripoli, de hoofdstad van  Libië.

## Geschiedenis
Het is vernoemd naar de janitsaar Ahmed Karamanli, die in 1736 met de bouw begon. De moskee werd in 2014 vernield tijdens de Libische burgeroorlog. De keramische tegels en marmeren versieringen raakten beschadigd tijdens de aanval, die door UNESCO werd veroordeeld.

## Beschrijving
De moskee maakt deel uit van een groter complex met onder meer een madrasa en graven van leden van de Karamanli-dynastie. De moskee heeft ingangen aan drie zijden.